# Capitalismul afro-american
Capitalismul afro-american este o mișcare politică în rândul afro-americanilor, care are ca scop acumularea de avere prin dobândirea de proprietăți și dezvoltarea afacerilor. Capitalismul afro-american s-a concentrat, inițial, pe afacerile afro-americane, deși unii critici și activiști au cerut, de asemenea, și o creștere a reprezentării afro-americanilor în corporațiile americane, în general.

## Origine
Bazele capitalismului afro-american au fost puse odată cu mișcarea „Negri Liberi” din perioada sclaviei din Statele Unite ale Americii. Există numeroase înregistrări care arată că acești „Negri Liberi” și-au îmbunătățit situația economică.
Primele mențiuni scrise despre ascensiunea economică a afro-americanilor stimulată de un afro-american aparțin lui Lewis Woodson, sub pseudonimul „Augustin", în ziarul Coloured American. Woodson a ajutat la înființarea Universității Wilberforce și a primului seminar teologic al Bisericii episcopale metodiste afro-americane, Seminarul Teologic Payne, fiind printre primii profesori și mentori ai lui Martin Delany.
Demn de menționat este Arthur George Gaston⁠(d), un afro-american înstărit din sudul Statelor Unite, care a avut un rol esențial în mișcarea pentru drepturile civile ale persoanelor de culoare. Gaston a fost inspirat de către Booker T. Washington, unul dintre primii lideri ai Institutului Tuskegee. Alt afro-american înstărit a fost Robert Reed Church⁠(d), care a înființat prima bancă deținută de către un cetățean de culoare, Solvent Savings, în anul 1906.
În istoria și prezentul Statelor Unite există numeroase exemple de cartiere cu o populație afro-americană bogată și înstărită. Astfel de cartiere existau în trecut în Highland Beach⁠(d), Maryland și, mai recent, în Mount Airy⁠(d) din Philadelphia, Pennsylvania, Comitatul Prince George's, Maryland și Comitatul DeKalb, Georgia. Mass-media menționează acest lucru cu un oarecare interes.
Mai multe detalii despre mișcarea axată pe capitalismul afro-american se regăsesc în faimoasa revistă Black Enterprise⁠(d).

## Direcții ale capitalismului afro-american
Există două direcții ale capitalismului afro-american: prima se concentrează asupra atingerii succesului ca grup, iar a doua, asupra succesului ca individ.

### Succesul ca grup
O ramură a capitalismului afro-american se bazează pe etica afro-americanilor de a acumula averi ca grup, așa cum este exemplificat în principiul „ujamaa” al sărbătorii Kwanzaa, însemnând „economie cooperativă”. Un susținător și exemplu important al acestei economii cooperative este Russell Simmons⁠(d), care a pledat nu doar pentru înființarea de afaceri afro-americane, ci și pentru comunități de afaceri afro-americane. Simmons a afirmat că studenții și absolvenții de la studiile de master din domeniul Administrarea Afacerilor își doresc să dețină propriile afaceri, nu doar să fie angajați în firma altcuiva.
Eforturi actuale de a standardiza capitalismul afro-american ca mișcare se regăsesc în două cărți: Black Labor: White Wealth și recenta Powernomics de Dr. Claud Anderson. În aceste două cărți, Dr. Anderson prezintă o schemă prin intermediul căreia averea afro-americanilor poate fi coordonată și dezvoltată cu ajutorul unui plan care presupune nouă pași.
Unii percep acest tip de capitalism afro-american bazat pe succesul în grup ca pe o formă de antreprenoriat social care are drept scop înființarea de afaceri care se ocupă cu prestarea de servicii și bunuri de care se pot bucura membrii societății în care au fost inițiate.
În decursul ultimilor treizeci de ani, capitalismul afro-american a fost adus în prim-plan de către industria de divertisment. Însă, precum a fost scris și într-un articol denumit „The Decadent Veil: Black America's Wealth Illusion” publicat de către Antonio Moore pe site-ul de știri Huffington Post, acest tip de abordare limitată ridică întrebări cu privire la măsura în care aceasta este sau nu de ajutor. „Pe măsură ce celebrități afro-americane au fost afișate în fața a milioane de oameni de nenumărate ori, adevăratele povești de viață s-au pierdut, și odată cu ele, sursa care motivează oamenii să ceară drepturi sociale. Esența acțiunii sociale este recunoașterea modului precar în care a fost tratat cineva și curajul de a milita pentru o situație mai bună. Cu fiecare anunț privind contractele de zeci de milioane de dolari pe an încheiate de Kobe Bryant sau cu fiecare știre despre faptul că Oprah Winfrey este singura miliardară de origine afro-americană din SUA, mentalitatea economică a populației se complace sub impresia unui echilibru fals privind discrepanța la nivel de bogăție. 

### Succesul individual
Un tip paralel, eventual opus, al capitalismului afro-american provine din idealul american bazat pe acumularea unei averi individuale. Printre exemplele vizibile ale acestuia pot fi observate celebrități precum Oprah Winfrey și Robert L. Johnson⁠(d). Nemulțumirile susținătorilor succesului în grup aduse adepților succesului individual sunt legate de faptul că indivizii afro-americani înstăriți au câștigat milioane de dolari și că acest fapt în sine a adus puține contribuții situației generale a afro-americanilor. 
În general, afro-americanii și mass-media se referă la fenomenul în care afro-americanii înstăriți din cartiere în care predomină o populație afro-americană se mută în cartiere în care predomină o populație înstărită de albi prin „zborul clandestin” sau „epuizarea de stoc”. Relatări istorice în legătură cu acest fenomen se găsesc în cartea Our Kind of People: Inside America's Black Upper Class, scrisă de Otis Graham.

## Problemele cu care se confruntă capitalismul afro-american

### Deosebirea față de integrarea rasială
Noțiunea de integrare rasială presupune ca persoanele afro-americane să aibă posibilitatea de a-și desfășura activitățile în siguranță într-o societate cu membri predominant albi. Acest efort de integrare rasială reprezintă un punct de interes în ceea ce privește spațiile publice și procedeele de angajare din instituțiile private. Se consideră că încercările și acțiunile care susțin integrarea rasială sunt eforturi spre nediferențierea afro-americanilor în instituții cu populație preponderent caucaziană.
Capitalismul afro-american reprezintă un efort spre a-i desemna pe afro-americani drept proprietari de pământ, mijloace de producție și afaceri care dețin oricare dintre acestea sau pe amândouă. Scopul capitalismului afro-american este acela de a consolida autonomia, atât pe plan individual cât și comun.

### Anti-capitalismul afro-american
De asemenea, există și două direcții de gândire în rândul persoanelor afro-americane, în mod special naționalismul afro-american, care este împotriva capitalismului ca sistem economic în toate formele sale. Una dintre direcții este împotriva capitalismului din cauza comportamentului precar față de africani și diaspora africană de-a lungul timpului, și anume sclavia, subjugarea și colonizarea. Altă direcție este împotriva capitalismului strict datorită criticilor politice, și anume cele socialiste. Mulți critici ai capitalismului care provin din comunități afro-americane îmbină cele două poziții, deși motivele care stau la baza acestui fapt sunt diferite. Un important critic politic de origine afro-americană a fost C. L. R. James⁠(d). Două dintre cele mai populare cărți anti-capitaliste scrise de afro-americani sunt How Europe Underdeveloped Africa⁠(d), scrisă de Walter Rodney și How Capitalism Underdeveloped Black America, scrisă de Manning Marable⁠(d). Aceste cărți oferă o analiză a modului în care capitalismul ca sistem economic nu a îmbunătățit modul de trai al diasporei africane. 

### Violența asupra capitalismului afro-american
Cazurile de opoziție publică și explicită față de succesul economic al afro-americanilor s-au diminuat odată cu începerea mișcării drepturilor civile. Cu toate acestea, înaintea acestei perioade a tranziției americane, există câteva cazuri semnificative de atacuri violente asupra unor comunități afro-americane prospere, printre care masacrele din Tulsa și null. 

### Discrepanțe economice
În medie, afro-americanii din America au o avere mai scăzută decât americanii albi. Acest lucru este relevant în mod special pentru înființarea de noi afaceri. Una dintre cele mai comune forme de garanție pentru împrumuturi în scopul înființării de afaceri este împrumutul pentru nevoi personale. Din cauza deosebirilor actuale dar și din trecut dintre modelele de acordare de credite către afro-americani și cele acordate americanilor albi, șansele de a beneficia de un împrumut pentru nevoi personale în scopul înființări unei afaceri sunt reduse considerabil.

Articolul „America's Financial Divide” a oferit un context discrepanței dintre câștiguri, afirmând că
...aproximativ 96,1 la sută din cele 1,2 milioane de familii din topul celor unu la sută ca venit erau americani albi, dintr-un total de 1.150.000 de familii. În plus, s-a constatat că aceste familii aveau o medie a valorii nete a activelor în valoare de 8,3 milioane de dolari. În opoziție clară, în același articol familiile afro-americane se aflau în doar 1,4 la sută din topul celor 1 la sută ca venit, asta însemnând 16.800 de familii. În plus, media valorii nete a activelor acestora era de doar 1,2 milioane de dolari. Folosind aceste informații ca un indice, doar 8.400 de familii afro-americane din cele peste 14 milioane au mai mult de 1,2 milioane de dolari la activele nete... Bazându-se pe informațiile de la banca Credit Suisse și de la Institutul de Active și Politici Sociale al Universității Brandeis, revista Harvard Business Review a mers mai departe cu această analiză în articolul „How America's Wealthiest Black Families Invest Money”. În articol, autorul precizează „Dacă ești alb și ai un venit net de aproximativ 356.000 de dolari, e destul de bine ca să te situeze în procentul de 72 la sută din familiile de americani albi. Dacă ești afro-american, ești deja situat în procentul de 95 la sută.” Acest lucru înseamnă că 28 la sută din totalul de 83 de milioane de locuințe ale americanilor albi, sau din cele peste 23 de milioane de familii de americani albi au mai mult de 356.000 de dolari la activele nete, în timp ce doar 700.000 de familii afro-americane din cele 14 milioane au mai mult de 356.000 de dolari la totalul activelor nete.

## Cărți și reviste asociate
- Black Enterprise Magazine